# Dactylispa pungens
Dactylispa pungens es una especie de insecto coleóptero de la familia Chrysomelidae.
Fue descrita científicamente en 1859 por Boheman.